# 105 (число)
Вижте пояснителната страница за други значения на 105.
105 (сто и пет) е естествено, цяло число, следващо 104 и предхождащо 106.
Сто и пет с арабски цифри се записва „105“, а с римски цифри – „CV“. Числото 105 е съставено от три цифри от позиционните бройни системи – 1 (едно), 0 (нула) и 5 (пет).

## Общи сведения
- 105 е нечетно число.
- 105 е атомният номер на елемента дубний.
- 105-ият ден от годината е 15 април.
- 105 е година от Новата ера.